# Фатиман, Сесиль
Сесиль Фатиман (фр. Cécile Fatiman; 1771 — 1883) — гаитянская жрица вуду (мамбо). Известность ей принесло участие в церемонии вуду в Буа-Каймане, которая считается одной из отправных точек начала Гаитянской революции.

## Ранние годы и происхождение
Сесиль Фатиман была дочерью чернокожей рабыни и белого француза с Корсики. Она с матерью были проданы в рабство в Сан-Доминго, двое её братьев также были рабами, но их судьба неизвестна. Во внешнем облике Фатиман отмечали длинные шелковистые волосы и зелёные глаза.
Гаитянский историк Родни Салнав исследовал вопрос происхождения Фатиман. Согласно его выводам, её отец, вероятно, был корсиканским принцем и внуком Теодора фон Нойхофа или Теодора Корсиканского, единственного короля Корсики. Он также посчитал, что её фамилия Фатиман, возможно, на самом деле была вторым именем Аттиман, которое ей было дано в честь Грегорио Аттимана из итальянского Ливорно, одного из пажей Теодора Нойхофа в период занятия им корсиканского трона в апреле 1736 года. Из этого он также сделал вывод, что её полное имя, скорее всего, было Сесиль Аттиман Куадавид, так как она была дочерью Селестины Куадавид и сестрой Марии-Луизы Куадавид, королевы Гаити с 1811 по 1820 год.

## Восстание рабов
В августе 1791 года Фатиман проводила церемонию вуду в Буа-Каймане в качестве мамбо вместе со жрецом Дутти Букманом. Букман предрёк, что рабы Жан-Франсуа, Бьяссу и Жанно станут лидерами движения сопротивления и восстания, которое освободит рабов Сан-Доминго. Было принесено в жертву животное, принесена клятва, а Фатиман вместе с Букманом призывали присутствовавших отомстить своим французским угнетателям и «убрать в сторону образ Бога угнетателей». Согласно Энциклопедии африканских религий: «Кровь животного, а некоторые говорили и человека, была дана в питье присутствующим, чтобы скрепить их судьбы в верности делу освобождения Сан-Доминго». Сесиль Фатиман вела во время обряда себя так, словно была одержима лоа Эрзули. Говорили также, что она перерезала горло свинье и предложила её кровь зрителям. Спустя неделю после этого ритуала в ходе восстания было уничтожено 1800 плантаций и убито 1000 рабовладельцев.

## Поздние годы
Фатиман была замужем за Луи Мишелем Пьерро, генералом гаитянской революционной армии, а затем президентом Гаити. По некоторым данным она дожила до 112 лет.